# Company of Heroes: Opposing Fronts
Company of Heroes: Opposing Fronts es la primera expansión para el RTS Company of Heroes. Incluye gráficos mejorados, mejoras en la física, soporte para DirectX 10, una mejorada Inteligencia Artificial y dos nuevas campañas.
En esta oportunidad, el jugador tiene la oportunidad de vestir el uniforme de las fuerzas británicas, o formar parte de la élite alemana. Los jugadores pueden disfrutar de batallas en línea en nuevos modos multijugador con estas dos nuevas facciones, pero además, al ser totalmente compatible con el Company of Heroes original, se pueden realizar partidas multijugador con las cuatro facciones existentes. Opposing Fronts fue lanzado al mercado en septiembre de 2007. No se requiere el juego original para jugar la expansión.

## Historia
En Company of Heroes: Opposing Fronts el jugador participará en la Segunda Guerra Mundial junto al bando británico en la liberación de Caen, Francia.
O por el contrario podrá elegir jugar con el bando alemán y expulsar a los aliados de los campos holandeses en la fallida operación Market Garden.
Esto en cuanto al modo campaña. Siempre queda un exitoso modo multijugador en el que un novedoso sistema de rangos y partidas igualadas con jugadores de tu mismo nivel, le dan un nuevo aliciente a la expansión del aclamado juego.